# Jorge de Liechtenstein
Jorge Antônio Constantino Maria de Liechtenstein (em alemão:  Georg Antonius Constantin Maria von und zu Liechtenstein; Grabs, 20 de abril de 1999) é a terceira criança e segundo menino de Aloísio, Príncipe Herdeiro de Liechtenstein, e de sua esposa, Sofia da Baviera. Jorge ocupa a terceira posição na linha de sucessão ao trono liechtensteinense, atrás de seu pai e de seu irmão mais velho, José.

## Títulos e estilos
- 20 de abril de 1999 - presente: Sua Alteza Sereníssima, príncipe Jorge de Liechtenstein, Conde de Rietberg

De acordo com a Constituição de Liechtenstein, de 26 de outubro de 1993, todos os membros da Casa de Liechtenstein são Príncipes/Princesas de Liechtenstein e Condes/Condessas de Rietberg.